# Calochilus
Genre
Classification phylogénétique
Calochilus est un genre d'orchidées terrestre comprenant 24 espèces. Il est originaire de Nouvelle-Guinée, Australie, Nouvelle-Zélande et Nouvelle-Calédonie.
Ce sont des plantes herbacées à feuilles caduques aux racines tubéreuses qui produisent une inflorescence solitaire érigée. Elles ressemblent aux orchidées du genre Caladenia.

## Espèces
| - Calochilus ammobius D.L.Jones & B.Gray,(2002). - Calochilus caeruleus L.O.Williams, (1946). - Calochilus caesius D.L.Jones, (2004). - Calochilus campestris R.Br.,(1810). - Calochilus cleistanthus D.L.Jones, (2004). - Calochilus gracillimus Rupp, (1943). - Calochilus grandiflorus (Benth.), (1915). - Calochilus holtzei F.Muell., (1892). - Calochilus imperiosus D.L.Jones, (2004). - Calochilus metallicus D.L.Jones, (2004). - Calochilus montanus D.L.Jones, (2006). - Calochilus neocaledonicus Schltr., (1906). - Calochilus paludosus R.Br., (1810). - Calochilus praealtus D.L.Jones, (2006). - Calochilus pruinosus D.L.Jones, (2006). - Calochilus psednus D.L.Jones & Lavarack, (1989). - Calochilus pulchellus D.L.Jones, (2006). - Calochilus richae Nicholls, (1929). - Calochilus robertsonii Benth., (1873). - Calochilus russeus D.L.Jones, (2004). - Calochilus sandrae D.L.Jones, (2006). - Calochilus stramenicola D.L.Jones,(2006). - Calochilus therophilus D.L.Jones, (2006). - Calochilus uliginosus D.L.Jones,(2006). |